# Malac a pácban (film, 2006)
A Malac a pácban (eredeti cím: Charlotte’s Web) 2006-ban bemutatott amerikai élőszereplős és számítógép-animációs fantasy filmvígjáték, melyet Gary Winick rendezett. A forgatókönyvet Susannah Grant és Karey Kirkpatrick írta, E. B. White azonos című mesekönyve alapján. A film a második filmfeldolgozása a könyvnek, az 1973-as rajzfilm után, mely azonos címmel jelent meg.
Az ismert történetet ezúttal élő színészek játsszák el, míg az állatokat és mozgásukat CGI technikával keltik életre. A főbb színészi szerepeket Dakota Fanning, Kevin Anderson (színművész)|]] és Beau Bridges alakítja: Dominic Scott Kay, Julia Roberts, Steve Buscemi, John Cleese, Oprah Winfrey, Thomas Haden Church, André Benjamin, Cedric the Entertainer, Kathy Bates, Reba McEntire és Robert Redford az állatszereplők eredeti hangját kölcsönzi.
Az Amerikai Egyesült Államokban 2006. december 15-én került a mozikba a Paramount Pictures forgalmazásában. Magyarországon 2007. február 15-én mutatták be. Összességében pozitív kritikákat kapott és bevételi szempontból is jól teljesített.

## Történet
Wilbur, a kismalac egész élete a véletleneken múlik. Amikor világra jön, a gazda úgy ítéli, a csenevész kismalacot nem érdemes fölnevelni. Csak a kislánya, Fern jó szívén múlik, hogy Wilbur életben marad. Mikor azonban megnő túladnak rajta, és Homer Zuckerman farmjára kerül. Itt ismerkedik hősünk Charlotte-tal, a kedves keresztespókkal, akit barátjává fogad. Tőle tudja meg a malacok szomorú sorsát a tanyán, miszerint minden tavaszi malac karácsonyi terítékként végzi. Ám Charlotte-nak helyén van a szíve, és megígéri Wilbur-nek, nem engedi, hogy levágják, és megélheti a téli havat. Így a kis pók szavakat sző a hálójába, hogy meggyőzze a gazdát arról, Wilbur nem mindennapi malac, kár lenne őt levágni. E csoda pedig nemcsak Wilbur sorsát, de idővel másokét is megváltoztatja...

## Szereplők
Élőszereplők
| Szereplő        | Színész              | Magyar hang        |
| --------------- | -------------------- | ------------------ |
| Fern Arable     | Dakota Fanning       | Ungvári Zsófi      |
| John Arable     | Kevin Anderson       | Lippai László      |
| Dr. Dorian      | Beau Bridges         | Csankó Zoltán      |
| Mrs. Arable     | Essie Davis          | F. Nagy Erika      |
| Homer Zuckerman | Gary Basaraba        | Németh Gábor       |
| Edith Zuckerman | Siobhan Fallon Hogan | Kisfalvi Krisztina |
| Lurvy           | Nate Mooney          | Posta Victor       |

Szinkronhangok
| Szereplő             | Eredeti hang           | Magyar hang      |
| -------------------- | ---------------------- | ---------------- |
| Charlotte, a pók     | Julia Roberts          | Tóth Enikő       |
| Wilbur, a kismalac   | Dominic Scott Kay      | Dene Tamás       |
| Templeton, a patkány | Steve Buscemi          | Gardi Tamás      |
| Samuel, a birka      | John Cleese            | Balázs Péter     |
| Gussie, a liba       | Oprah Winfrey          | Kocsis Mariann   |
| Golly, a gúnár       | Cedric the Entertainer | Bácskai János    |
| Ike, a ló            | Robert Redford         | Tahi Tóth László |
| Bitsy, a tehén       | Kathy Bates            | Molnár Piroska   |
| Betsy, a tehén       | Reba McEntire          | Szabó Éva        |
| Brooks, a varjú      | Thomas Haden Church    | Ganxsta Zolee    |
| Erwin, a varjú       | André Benjamin         | Seszták Szabolcs |
| Bácsi, a disznó      | Abraham Benrubi        | Bolla Róbert     |
| Mesélő               | Sam Shepard            | Szersén Gyula    |

- A film végén Charlotte lányainak, a rendező és Julia Roberts kislánya kölcsönzik a hangjukat.